# Monica Scattini
Monica Scattini (ur. 1 lutego 1956 w Rzymie, zm. 4 lutego 2015 tamże) – włoska aktorka.
Za drugoplanowe role żeńskie zdobyła nagrody David di Donatello i Nastro d’argento.
Jej ojcem był reżyser Luigi Scattini.

## Filmografia (wybrana)
- 1982: Ten od serca
- 1983: Bal
- 1987: Rodzina
- 1995: Il cielo è sempre più blu
- 2003: Elisa z Rivombrosy
- 2009: Dziewięć